# Chiesa dell'Addolorata (Trento)
La chiesa dell'Addolorata è la parrocchiale della frazione di Cadine, circoscrizione amministrativa numero 3 di Bondone di Trento. Appartiene all'ex-decanato di Trento dell'omonima arcidiosi e risale al XIX secolo.

## Storia

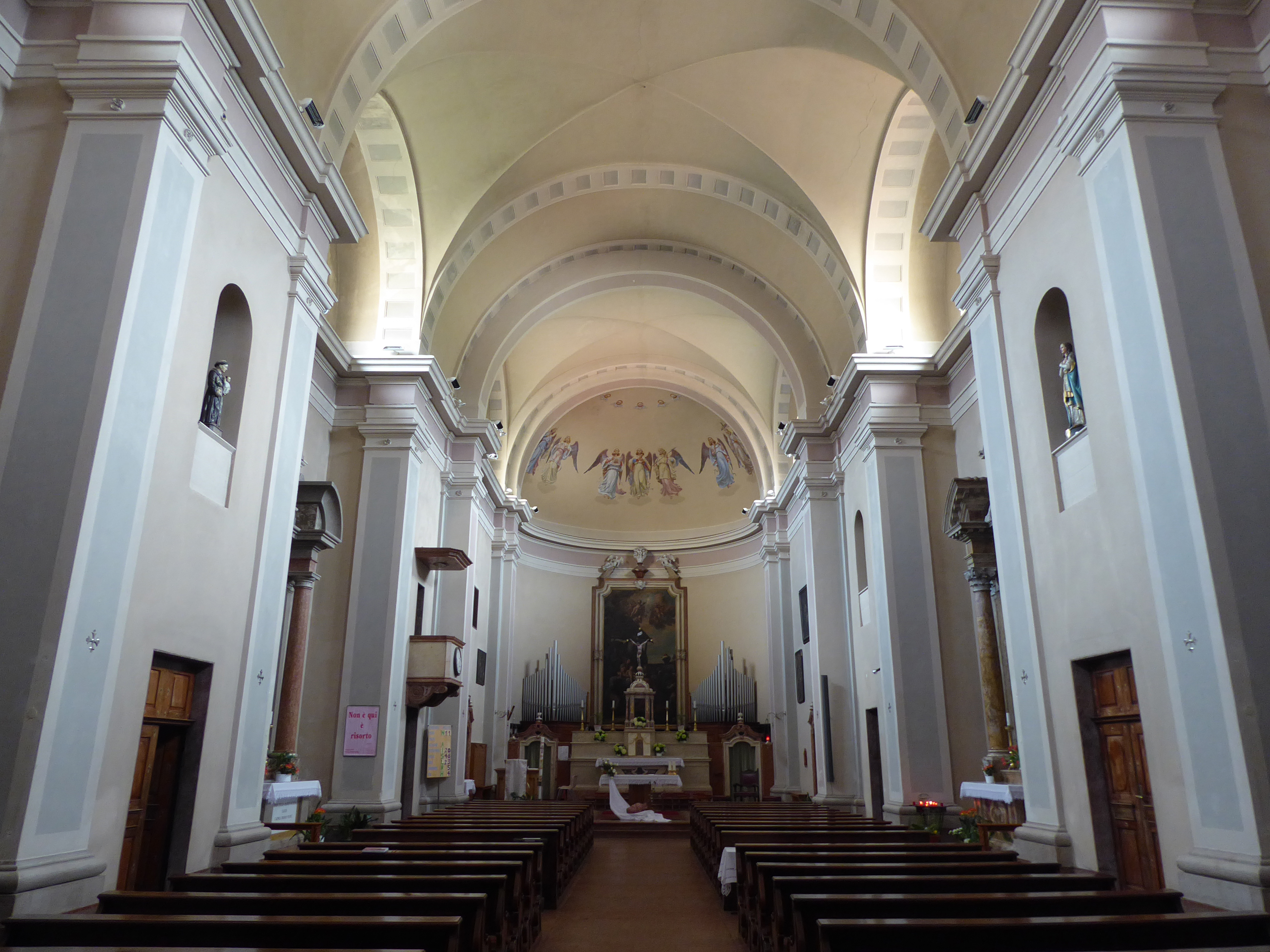
L'interno

Attorno alla metà del XIX secolo a Cadine, allora appartenente alla Contea del Tirolo, sotto il governo della monarchia asburgica, era già esistente una chiesa, dedicata a Sant'Elena, ma questa non era più ritenuta adatta alle esigenze della comunità.
Nel 1852 quindi fu presentato il primo progetto per una nuova chiesa, ma venne respinto dall'Imperial Regio Capitanato Distrettuale trentino. Due anni dopo un nuovo progetto, presentato da un secondo ingegnere, venne approvato.
Si procedette da subito all'esproprio forzato da parte del comune di Cadine del terreno necessario al nuovo edificio religioso, considerando che non era possibile utilizzare allo scopo il sito della precedente costruzione religiosa. Dopo questo passaggio si procedette con il lavoro aprendo il cantiere, ma anche in questo frangente si ebbero alcune difficoltà e una prima impresa, inizialmente designata per il compimento dell'opera, rinunciò in favore di una seconda.
Quando finalmente i lavori iniziarono, quattro anni dopo la presentazione del primo progetto, questi vennero benedetti dall'allora vescovo di Trento Giovanni Nepomuceno de Tschiderer.
Nel 1860 la chiesa fu completata, anche se il progettato campanile non venne mai realizzato, e venne consacrata da Benedetto Riccabona de Reichenfels.
Durante il XX secolo la chiesa dell'Addolorata venne sottoposta a lavori di miglioramento ed adeguamento, come la decorazione della parte absidale e della fonte battesimale. Ad eseguire questo secondo intervento fu l'arcense Luigi Bonazza.
La chiesa venne elevata a dignità parrocchiale nel 1942.

## Descrizione
L'edificio sacro si trova in località Brolio, decentrato rispetto al centro dell'abitato di Cadine. Il prospetto principale è semplice, a capanna, con un motivo architettonico costituito da un arco sostenuto da lesene incassate tra le quali si trova il portale architravato.
La navata interna è unica.
All'interno, nel presbiterio in cornu Evangelii, è conservata la tela che raffigura la Natività. Nel coro è presente l'organo che con ogni probabilità proviene dalla chiesa di chiesa di Sant'Elena, ed una grande pala che raffigura l'Adorazione dei Magi.